# Bollmannia chlamydes
Bollmannia chlamydes es una especie de peces de la familia de los Gobiidae en el orden de los Perciformes.

## Distribución geográfica
Se encuentra desde Colombia hasta el norte del Perú.

## Observaciones
Es inofensivo para los humanos.